# 前橋市立駒形小学校
前橋市立駒形小学校（まえばししりつ こまがたしょうがっこう）は、群馬県前橋市駒形町にある公立小学校。

## 所在地
群馬県前橋市駒形町1172番地

## 沿革
- 明治6年（1873年）8月4日 - 駒形新田村に豊受小学校開設[1][2]。
- 明治11年（1878年）1月 - 高島学校と改称[1]。
- 明治18年（1875年）4月 - 南勢多第八小学校第一分校となる[1]。
- 明治19年（1876年）4月 - 南勢多第十六尋常小学校となる[1]。
- 明治20年（1877年）4月15日 - 駒形尋常小学校となる。東群馬南勢多高等小学校駒形分教場を併設[1]。
- 明治23年（1890年）4月 - 木瀬尋常小学校第一分校となる[1]。
- 明治24年（1891年）9月7日 - 高等科分教場を木瀬高等小学校とする[1]。
- 明治26年（1893年）2月13日 - 駒形尋常高等小学校となる[1]。
- 昭和8年（1933年）4月 - 増田小学校と合併[2]。
- 昭和16年（1941年）4月 - 木瀬村駒形国民学校となる[2]。
- 昭和22年（1947年）
  - 4月 - 木瀬村立駒形小学校となる[2]。
  - 9月 - 笂井小学校と合併、木瀬村立東小学校駒形分教場となる[3]。
- 昭和27年（1952年）4月 - 木瀬村立南小学校となる[4]。
- 昭和35年（1960年）4月 - 前橋市との合併により前橋市立駒形小学校となる[2]。
- 昭和45年（1970年）4月 - 広瀬小学校新設により山王・両家・矢田地区が広瀬小学校の学区となる[2]。
- 昭和54年（1979年）4月 - 山王小学校新設により中内町・東善町・西善町が山王小学校の学区となる[2]。

## 学区
- 駒形町の一部[5]
- 下増田町
- 下大島町の一部